# Vlăiculești, Călărași

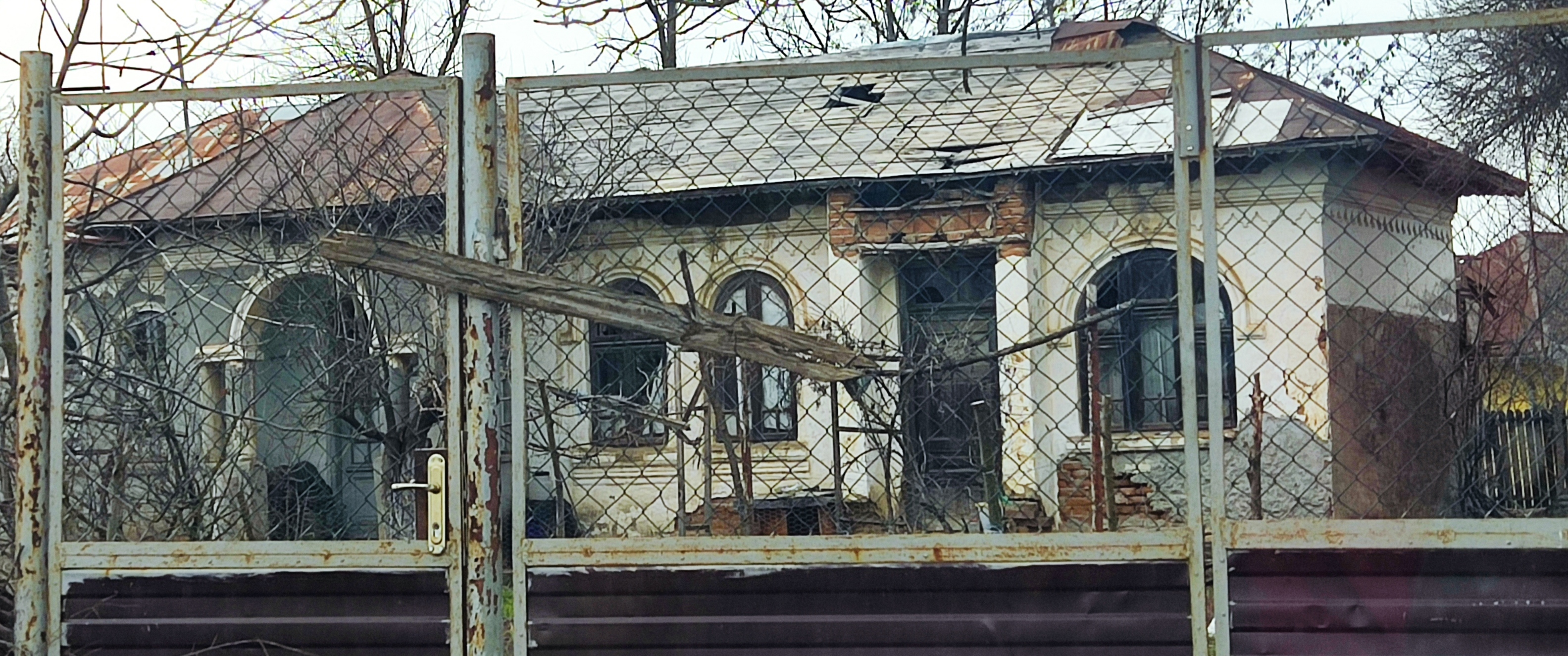
Cladire istorica anii 1900

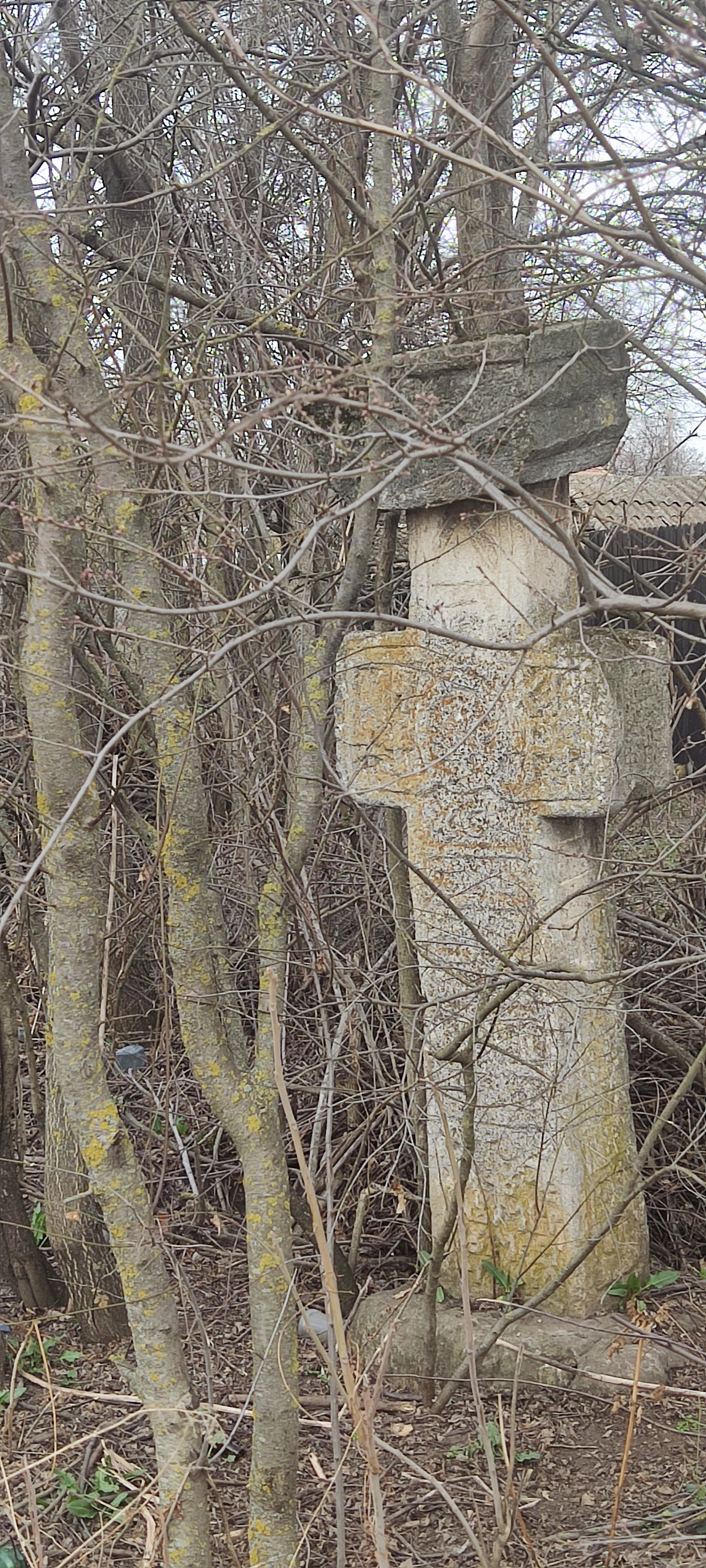
Cruce de hotar din sec 19

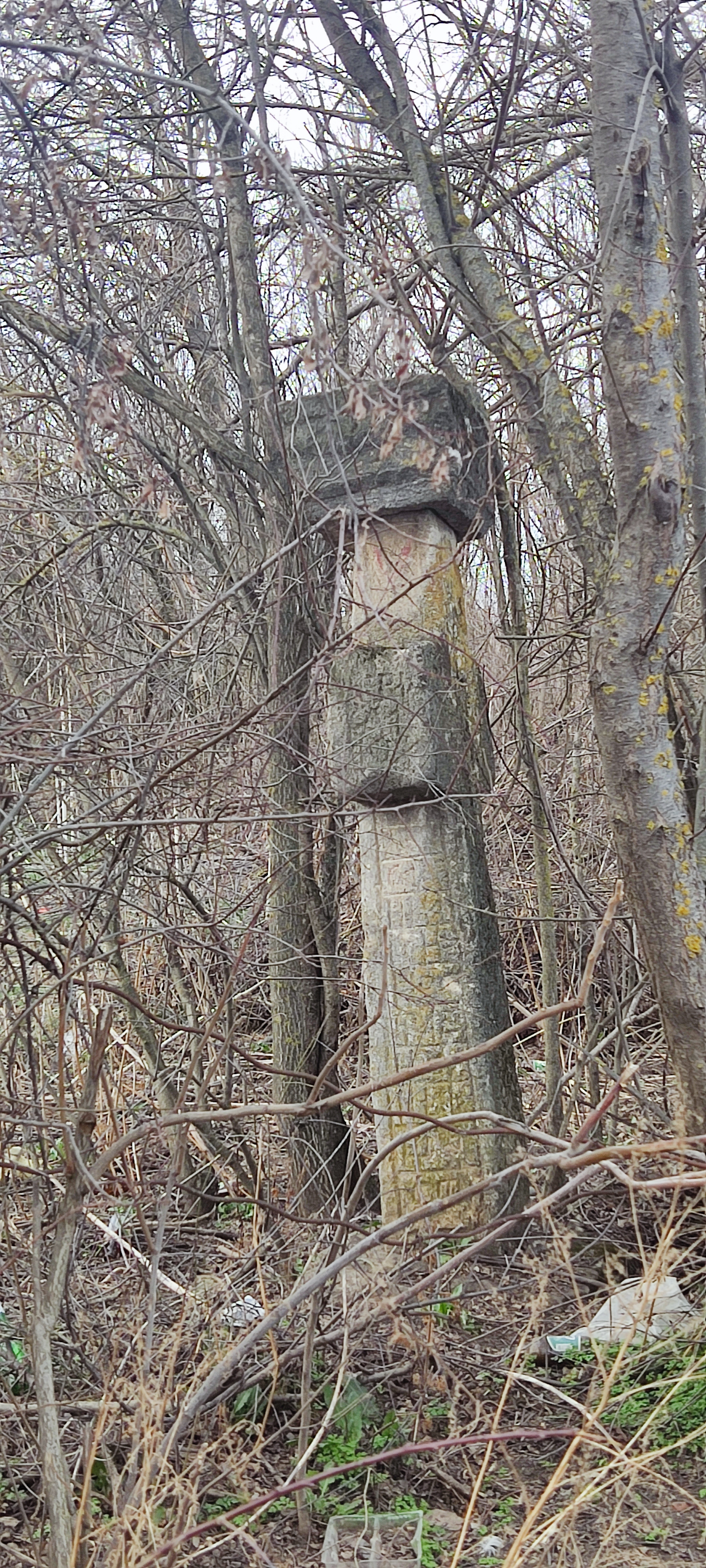
Cruce de hotar din sec 19(2)

Vlăiculești este un sat în comuna Ileana din județul Călărași, Muntenia, România.